# Stenoma eumenodora
Stenoma eumenodora es una especie de polilla del género Stenoma, orden Lepidoptera.
Fue descrita científicamente por Meyrick en 1937.

## Distribución
Se distribuye por Argentina.